# Берк, Крис
Кри́стофер Ро́берт «Крис» Берк (англ. Christopher Robert "Chris" Burke; род. 2 декабря 1983, Глазго, Шотландия) — шотландский футболист, крайний полузащитник клуба «Килмарнок».

## Карьера
Берк родился в Глазго и начинал свою карьеру в футбольной академии «Селтика», однако в 2000 он перешёл в академию «Рейнджерс», где и началась его профессиональная футбольная карьера. Основным футболистом в клубе он то был, то не был. Зато вместе с «джерс» в 2005 выиграл чемпионство Шотландии, а в 2006 стал обладателем Кубка Шотландии. За 7 лет, проведённых в стане «синих», Берк отыграл 131 матч и забил 14 голов. Кстати, в составе «рейнджеров» Берк дошёл до финала Кубка УЕФА 2008 года.
В 2009 году шотландец подписывает контракт с валлийским клубом «Кардифф Сити», где сразу же становится игроком основы и регулярно выходит в старте. За те 2 года, что он провёл в стане «ласточек», Крис отыграл 117 матчей и записал на свой счет 15 мячей.
8 июня 2011 года шотландский вингер подписал контракт с вылетевшим в Чемпионшип клубом «Бирмингем Сити». Первый сезон в стане «синих» оказался для Берка более чем удачным: Крис отыграл 48 матчей, забил 13 мячей и отдал 19 голевых пасов, за что удостоился званий «Лучший ассистент сезона» и «Игрок года».

## В сборной
За сборную Берк провёл семь игр, в которых отличился два раза, и оба раза в дебютном матче со сборной Болгарии (5:1).